# Хімічний комплекс у Навої
Хімічний комплекс у Навої – виробничий майданчик в центральній частині Узбекистану.
Важливою передумовою появи потужного хімічного комплексу у Навої став розвиток в Узбекистані газовидобутку, при цьому на першому етапі провідну роль тут відігравало потужне Газлінське родовище. Природний газ надходив до Навої з системи Бухарський газоносний регіон — Ташкент — Бішкек — Алмати, а в подальшому до неї додався газопровід Мубарек – Навої, що під’єднав потужний газопереробний завод у Мубареку.
Майданчик почав роботу із запуску в 1964 році виробництва аміаку (саме для його синтезу й використовували природний газ), який далі перетворювали на нітратну кислоту та аміачну селітру (продукт реакції нітратної кислоти та аміаку). 
В 1968-му асортимент розширили за рахунок ще кількох напрямків, зокрема:
- продукування синильної кислоти (найпоширенішим промисловим методом її синтезу є реакція метану та аміаку) та ціаніду натрію (зазвичай отримують реакцією каустичної соди та синильної кислоти). Можливо відзначити, що наприкінці 1960-х у складі розташованого в тому ж регіоні Навоїйського гірнничо-металургійного комбінату почав роботу завод з вилучення золота, який приймав продукцію з гігантського золоторудного кар’єру Мурунтау та переробляв її методом ціанування;
- продукування ланцюжка ацетилен – ацетальдегід – оцтова кислота. Особливістю майданчику в Навої є те, що ацетилен тут продукують методом окислювального високотемпературного піролізу метану;
- випуск ще одного азотного добрива – сульфату амонію (може бути побічним продуктом одного з методів отримання синильної кислоти).
В 1973-му стартувало продукування акрилонітрилу (відомий цілий ряд промислових процесів отримання, зокрема, з ацетилену та синильної кислоти). З акрилонітрилу отримували поліакрилонітрилове волокно.
Ще одним напрямком споживання природного газу було виробництво метанолу потужністю 40 тисяч тонн на рік, яке отримало обладнання, виготовлене ще в 1950-х роках. Наприкінці 2000-х запустили нове виробництво метанолу потужністю 15 тисяч тонн на рік, що продукує метанол марки «А», придатний для використання у органічному синтезі.
В якийсь момент у Навої почали використовувати технологію електролізу хлориду натрію, що дозволяло отримувати каустичну соду, хлор та водень (з двох останніх можливо продукувати соляну кислоту). Зокрема, відомо, що вже з 1987-го тут діяло найбільш поширене в сучасному світі виробництво за мембранним методом. В 2001-му запустили новий цех хлору та каустичної соди потужністю по останньому продукту 26 тисяч тонн на рік.
В 2010-му у Навої ввели в дію установку з випуску азотно-фосфорного добрива – аміачної селітри збагаченої фосфором.
Станом на середину 2010-х проектна потужність майданчику становила 550 тисяч тонн аміаку, 870 тисяч тонн нітратної кислоти, 950 тисяч тонн аміачної селітри, 180 тисяч тонн азотно-фосфорного добрива, 20 тисяч тонн сульфату амонію, 23 тисячі тонн синильної кислоти, 31 тисячу тонн ціаніду натрію, 30 тисяч тонн ацетилену, 20 тисяч тонн ацетальдегіду, 25 тисяч тонн оцтової кислоти, 15 тисяч тонн метанолу, 26 тисяч тонн каустичної соди, 58 тисяч тонн соляної кислоти. Також могли випускати численні інші малотоннажні продукти, як то 10 тисяч тонн хлориду амонію (результат реакції аміаку та хлориду натрію), 3 тисячі тонн роданіду амонію (продукт реагування аміаку та сірковуглецю), до 2 тисяч тонн поліакриламіду (акриламід отримують гідратацією акрилонітрилу), 8 тисяч тонн формаліну (в промислових масштабах отримують окислюванням метанолу), 7 тисяч тонн вуглекислоти, незначні обсяги нітрату калію.
Наприкінці 2010-х майданчик у Навої розпочав масштабну модернізацію, яка, зокрема, включала:
-  виробництво аміаку річною потужністю 660 тисяч тонн, після запуску якого в 2021-му стало можливим зупинити застарілі аміачні установки. Одночасно запустили цехи карбаміду (результат реакції аміаку з діоксидом вуглецю) продуктивністю 578 тисяч тонн на рік та нітратної кислоти потужністю 500 тисяч тонн на рік;
-  введений в дію у 2019-му новий полімерний напрямок, який включає виробництва ацетилену потужністю 47 тисяч тонн на рік, мономеру вінілхлориду (результат реакції ацетилену та соляної кислоти або хорводню) та полівінілхлориду потужністю 100 тисяч тонн на рік. При цьому розширення електролізного виробництва дозволило довести потужність майданчику по каустичній соді не менш ніж до 76 тисяч тонн на рік. В 2021-му оголосили про наміри спорудити другу чергу ПВХ-напрямку, що надало б майданчику здатність продукувати 220 тисяч тонн полівінілхлориду та 165 тисяч тонн каустичної соди;
- крупнотонажне виробництво метанолу потужністю 300 тисяч тонн на рік (відносно поступу цього проекту наразі є недостатньо інформації).
В 2023-му завод випустив 745 тисяч тонн аміачної селітри, 492 тисячі тонн карбаміду та 47 тисяч тонн полівінілхлориду.